# G5 (economies emergents)

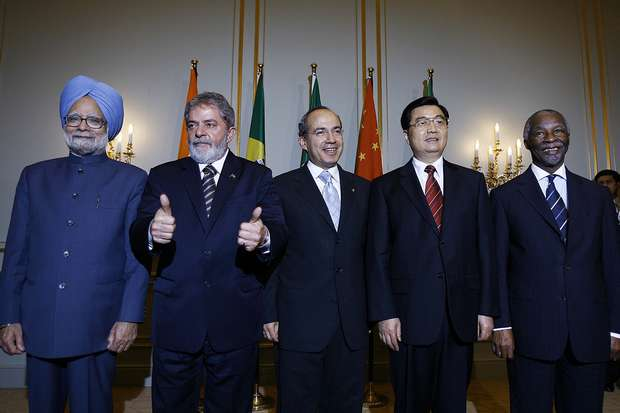
Líders del G5 a Alemanya

El Grup dels Cinc, G5 o G-5 és el grup integrat pel Brasil, la República Popular de la Xina, l'Índia, Mèxic i Sud-àfrica que té com a objectiu promoure el diàleg i l'entesa entre els països en vies de desenvolupament i els països desenvolupats per trobar solucions comunes als reptes globals. El G5 és una plataforma de diàleg independent i alhora participa en els diàlegs del G8.
El Grup dels Cinc sorgí el 2005 quan el Regne Unit, aleshores com a president del G8, decidí convidar les cinc economies emergents més grans del món a participar en el Diàleg Ampliat del G8 a Gleneagles, Escòcia. La coordinació del G5 començà en aquella cimera per a la qual els seus líders realitzaren una reunió prèvia per acordar llur postura i presentar una declaració conjunta en el Diàleg Ampliat. Les primeres reunions del G5 es realitzaren en les cimeres anuals del G8 en qualitat de convidats. Tanmateix, a partir del 2006, el grup començà a organitzar fòrums de discussió independents del G8 amb la intenció de fixar la seva postura pròpia dels problemes globals. El setembre de 2007, durant la reunió dels líders del grup a Hokkaido, Japó, fou designat el president de Mèxic, Felipe Calderón, com a coordinador del G5. El 6 de juliol, Calderón proposà d'assumir el G5 com a autoritat autònoma per al 2010 i de crear una pàgina institucional a Internet.

## Orígens

### Grup dels Vuit més Cinc

Emblema de les 5 nacions del G-5.

El G-8+5 o G13 és el grup dels líders de les nacions del G-8 (Alemanya, Canadà, Estats Units, França, Itàlia, Japó, Regne Unit i Rússia), més els líders del G-5 (Brasil, Xina, Índia, Mèxic i Sud-àfrica), la seva primera col·laboració va ser durant el Cim del G8 en 2005, celebrada a Escòcia. A a partir d'aquest fòrum, el G5 ha treballat de manera conjunta amb el G8 en diverses cimeres:
|     | Data                     | País amfitrió | Mandatari amfitrió | Seu de la cimera          | Pàgina web                                    |
| --- | ------------------------ | ------------- | ------------------ | ------------------------- | --------------------------------------------- |
| 31a | 6 – 8 de juliol (2005)   | Regne Unit    | Tony Blair         | Gleneagles, Escòcia       | Arxivat 2008-09-13 at the Library of Congress |
| 32a | 15 – 17 de juliol (2006) | Rússia        | Vladímir Putin     | Strelna, Sant Petersburg  | Arxivat 2015-04-21 a Wayback Machine.         |
| 33a | 6 – 8 de juny (2007)     | Alemanya      | Angela Merkel      | Heiligendamm, Mecklenburg | Arxivat 2018-08-09 a Wayback Machine.         |
| 34a | 7 – 9 de juliol (2008)   | Japó          | Yasuo Fukuda       | Tōyako, Hokkaidō          |                                               |
| 35a | 8 – 10 de juliol (2009)  | Itàlia        | Silvio Berlusconi  | L'Aquila                  | Arxivat 2009-08-26 a Wayback Machine.         |

### Cancellers
Reunions extraordinàries dels ministres d'afers exteriors del Grup.
|    | Data                  | Seu       | Marge                                   |
| -- | --------------------- | --------- | --------------------------------------- |
| 1ª | 22 de setembre (2009) | Nova York | Assemblea General de les Nacions Unides |